# Arrhytmus perrieri
Arrhytmus perrieri là một loài bọ cánh cứng trong họ Cerambycidae.